# 卡默斯縣
卡馬斯縣（英語：Camas County）是美國愛達荷州中南部的一個縣。面積22,021平方公里。根據美國2000年人口普查，共有人口991人（2005年估計為1,050人）。縣治費爾菲爾德（Fairfield）。
成立於1917年2月6日。縣名來自當地一種印第安人和白人殖民者採食的植物塊根。